# František Julius Heine

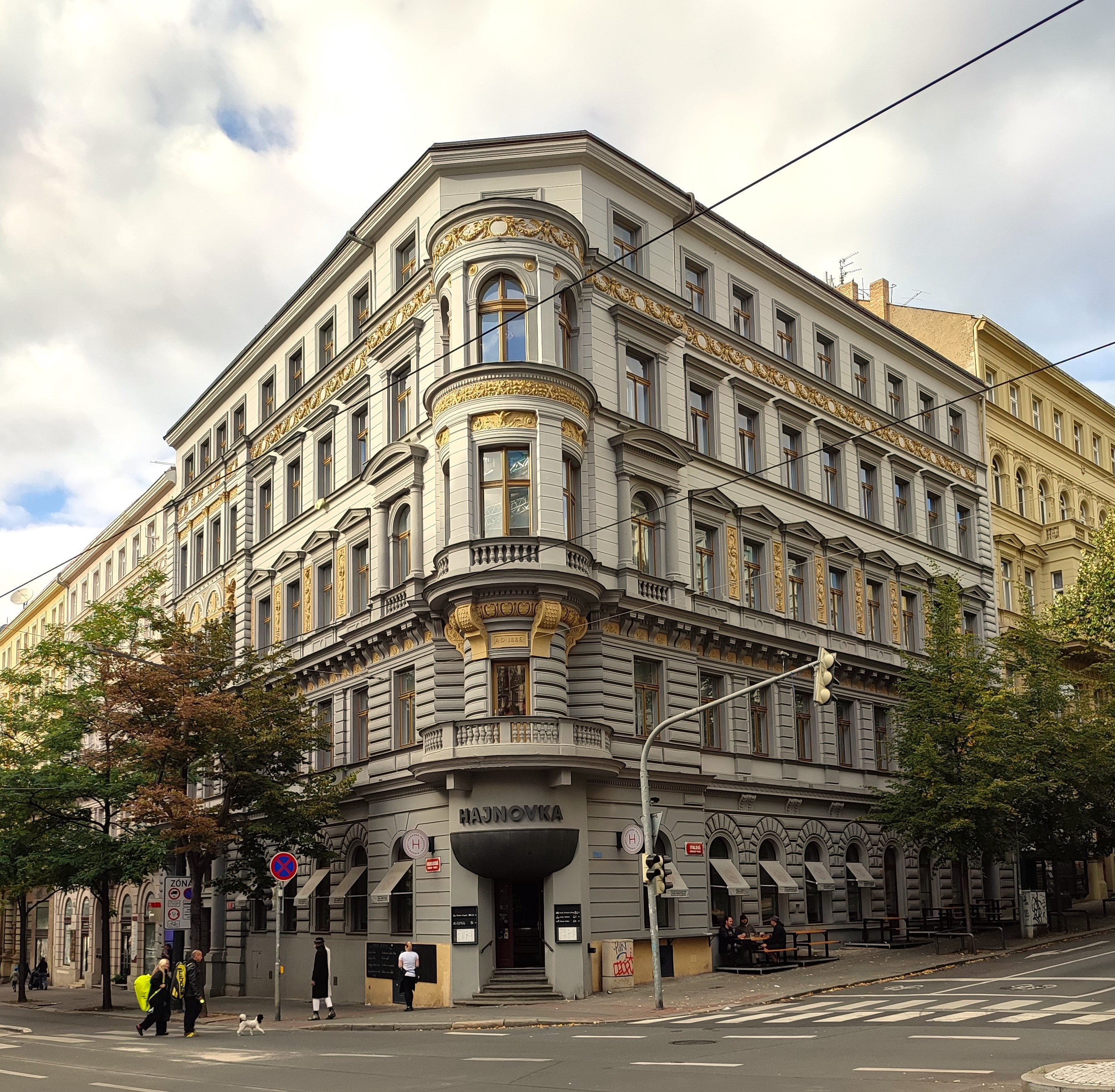
Hajnovka, Vinohradská čp. 35, postaveno roku 1900

František Julius Heine, také Franz Julius Heine (19. února 1823 Salmov – 22. července 1902 Praha) byl severočeský podnikatel a selfmademan v Praze.

## Pozemky a nemovitosti
V okolí Prahy podnikal na Vinohradech a v Karlíně. Na Královských Vinohradech založil usedlost se zahradou a vinicí, nazvanou svým jménem Heinovka, přičlenil k ní dosavadní zahradu Pštroska. V této zahradě, na nároží pozdějších ulic Vinohradské a Anny Letenské, provozoval dřevěnou divadelní arénu, do té doby nazývanou Švandova aréna ve Pštrosce, podle nového majitele Heinovka (bouda stála na místě nynějšího domu čp. 1471, Vinohradská 33). Tamže na nároží ulic Vinohradské a Italské provozoval od 80. let původně zahradní restauraci Heinovka, na jejíž parcele dal roku 1900 postavit činžovní dům č. 35 se stejnojmennou restaurací.
Bydlel na Novém Městě pražském, kde si dal postavit třípodlažní činžovní dům čp. 882/II v ulici Nekázanka č. 7, s pozdějšími úpravami dochovaný dosud. V tomto domě zemřel a odtamtud byl (podle německého nekrologu) vypraven Heinův pohřeb.

## Život
Pocházel z prosté rodiny domkáře Franze Heineho a jeho manželky Agnes rozené Millerové z domku č. 8 v obci Salmov na severočeském salmovském panství u Mikulášovic. Vyučil se pasířem a od roku 1846 pracoval v Praze v Endlerově závodě na pasířské zboží v Karlíně. Začal zhotovovat kovová víčka porcelánových dýmek. Kromě této profese zkoušel malovat porcelánové hlavičky dýmek a prodával celé dýmky. V roce 1846 se osamostatnil a 24. června 1847 získal v Karlíně podnikatelský dekret pro vlastní závod na výrobu dýmek, pasířského zboží a galanterie (Pfeifen, Gürtler- und Galanteriewaaren), který postupně rozšiřoval na továrnu (1859) a zakládal její pobočky: roku 1869 v Linci, 1870 v Kaselu, 1871 v Terstu, 1875 ve Vídni a 1878 v Paříži. Roku 1878 jej císař František Josef I. za zásluhy vyznamenal zlatým záslužným křížem s korunou. Následujícího roku Heine získal císařské privilegium pro neomezené podnikání v Rakousko-Uhersku.

## Rodina a nemovitosti
Roku 1853 se oženil s Anežkou Kittlovou (1825 – 22.2.1905) z Mikulášovic (Nixdorfu). Ze svého kapitálu zakoupil postupně a vystavěl novoměstský dům čp. 463/II, svou továrnu čp. 55 na pomezí Karlína a Žižkova, a vinohradské pozemky, na nichž vybudoval usedlost Hajnovku s vinicí a ovocným sadem. Měl jedinou dceru Lauru (1854–1857), po jejíž předčasné smrti rozšířil svůj byznys, dal postavit a provozoval také činžovní dům s restaurací na nároží Vinohradské třídy a Italské ulice, nazvané svým jménem Hajnovka. Z dobročinných akcí bylo nejvýznamnější založení a podpora odborné nožířské a pasířské školy v Mikulášovicích a investice do úpravy veřejného parku na Vinohradech.
Dále nekrolog v německém deníku Bohemia připomněl jeho velké zásluhy o pražskou německou komunitu, členství v Německém kasinu, Spolku Němců na Vinohradech (Deutsches Verein in Weinberge), dobročinnost a podporu institucí. Naopak Lidové noviny upozornily, že své obrovské jmění vydělal od českých odběratelů.